# Walter Bloet
Sir Walter Bloet († vor 1199) war ein anglonormannischer Ritter.

## Leben
Walter Bloet entstammte der Familie Bloet, einer Familie des niederen Adels mit Besitzungen in Südwestengland und den Welsh Marches. Er war ein jüngerer Sohn von Ralph Bloet († um 1157). Wie sein älterer Bruder Ralph Bloet unterstützte er seinen Lehnsherrn Richard de Clare, Lord of Striguil bei der Eroberung des irischen Leinster. Er erhielt jedoch keinen Anteil an den eroberten Gebieten, sondern von Clare das südostwalisische Raglan. Er oder seine Erben begannen mit dem Bau von Raglan Castle. Seine Nachfahren waren bis ins späte 14. Jahrhundert Herren von Raglan Castle.